# Unione Sportiva Avellino 1912
La Unione Sportiva Avellino 1912 es un club de fútbol de Italia, con sede en Avellino, Campania. Fue fundado en 1912 como Unione Sportiva Avellino y refundado en dos ocasiones, la última de las cuales en 2018. Compite en la Serie B, segunda categoría del fútbol italiano.
Juega de local en el Estadio Partenio-Adriano Lombardi desde el año 1971. Viste camiseta verde y su símbolo es el lobo.

## Historia

### U. S. Avellino

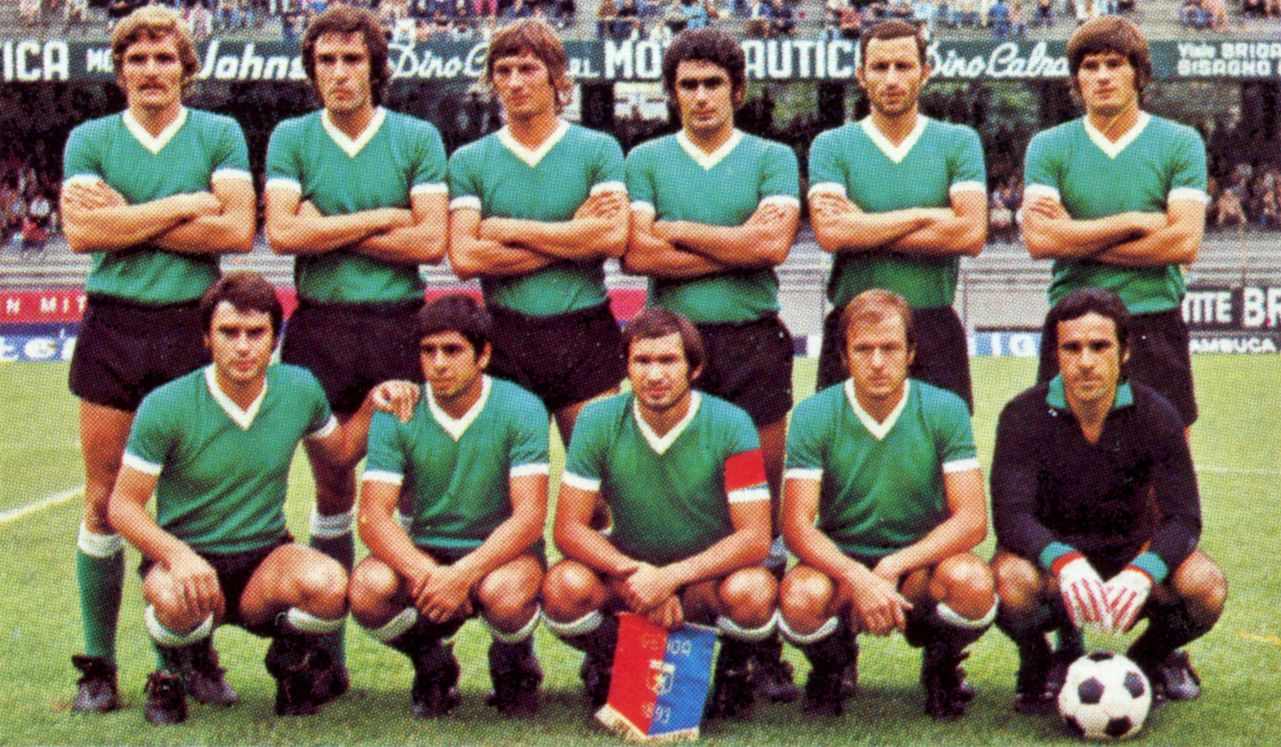
El Avellino en la temporada 1973-74.

Después de fundarse en 1912 como Unione Sportiva Calcistica Avellinese, militó en la Serie C y la Serie D por muchos años, hasta que en 1973 ascendió a la Serie B. En 1978 logra el ascenso a la Serie A, donde se mantuvo hasta 1988; su mejor resultado de la historia fue un octavo puesto en 1987. Después del descenso a la B en 1988, descendió a la Serie C1 en 1992. En los años 2000 el club estuvo inmerso en una serie de subidas y bajadas: en el 2003 ascendió a la B, en el 2004 volvió a descender a la Serie C1, en el 2005 subió de nuevo, pero en el 2006 volvió a bajar. Finalmente en 2007 ascendió a la B, donde se quedó solo una temporada.

### A. S. Avellino 1912
Después de 97 años de historia, en julio del 2009 el US Avellino desapareció. Fue puesto a la venta por el administrador único del club, Massimo Pugliese, pero no encontró compradores debido a la existencia de 12 millones de euros de deudas; por eso el club no pudo inscribirse en el torneo de la Lega Pro Prima Divisione 2009/10. El 10 de agosto del mismo año fue fundado por una red de empresarios un nuevo club, que se inscribió en la Serie D. La denominación del conjunto fue Avellino Calcio.12 S.S.D.; en el 2010 asumió el nombre de Associazione Sportiva Avellino 1912. En el 2013 se proclamó campeón de la Lega Pro Prima Divisione y de la Supercopa de Liga de Prima Divisione, volviendo así a la Serie B.

### U. S. Avellino 1912
En el 2015 cambió su nombre a Unione Sportiva Avellino 1912, retomando el viejo logo de 1977. Sin embargo, después de tres temporadas seguidas en Serie B, en agosto de 2018 el club fue excluido del torneo, debido a irregularidades de la garantía exigida por la Federación Italiana de Fútbol.
En agosto de 2018 fue refundado como Calcio Avellino S.S.D, que se inscribió en la Serie D. El club ganó el Scudetto Serie D y, el 15 de junio de 2019, retomó el antiguo nombre de Unione Sportiva Avellino. En la temporada de Serie C 2019-20 finalizó en el décimo lugar del grupo C y fue eliminado en la primera ronda de los play-offs.

## Estadio

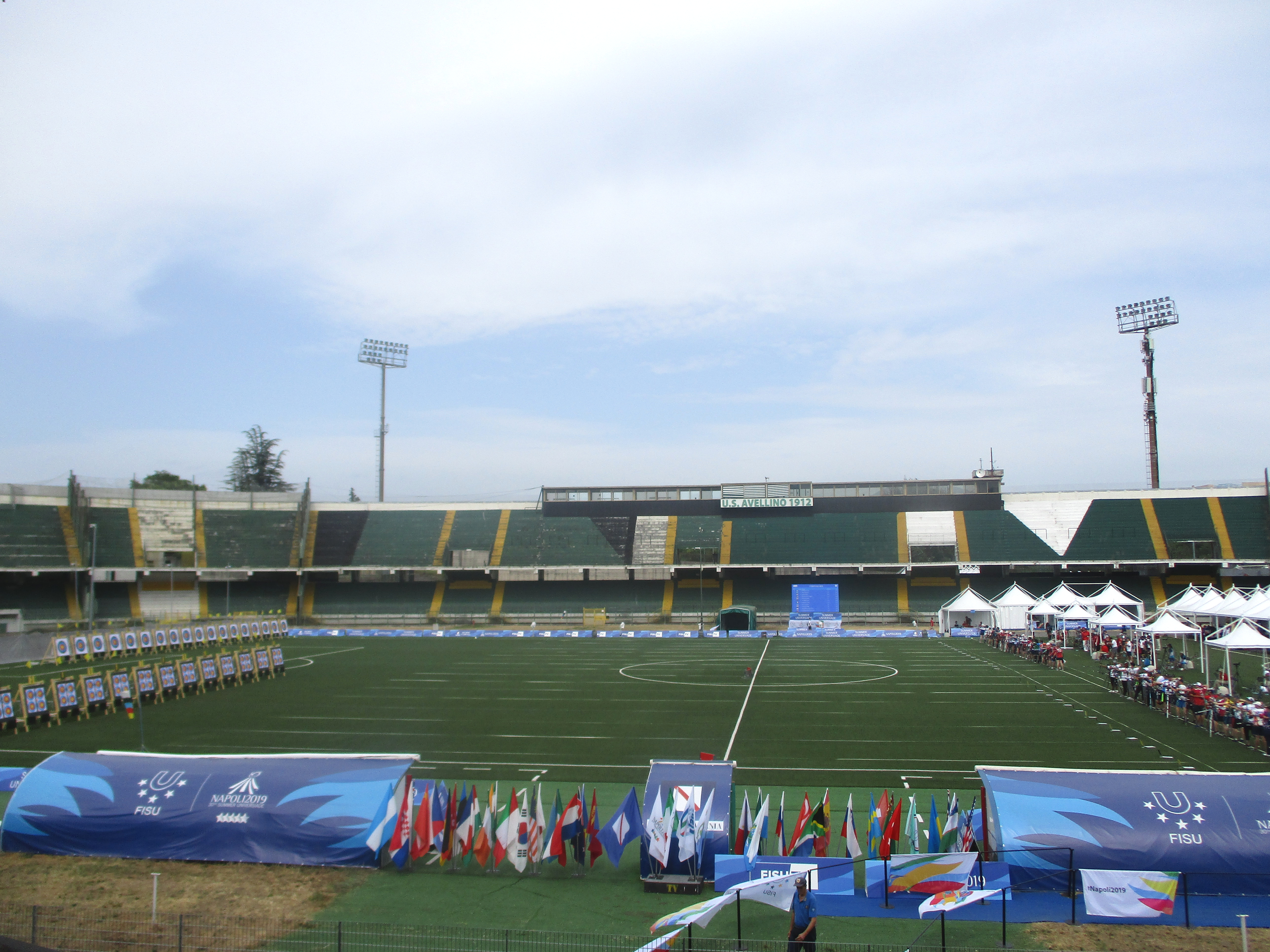
El estadio Partenio-Adriano Lombardi durante la Universiada de Nápoles 2019.

Diseñado por el constructor y dirigente deportivo Costantino Rozzi, hospeda al Avellino desde 1971, con una capacidad máxima de 24.600 espectadores (capacidad homologada: 10.215). Las gradas están divididas en dos anillos y cinco sectores: Curva Sud, donde se localizan los Ultras locales; Curva Nord; Tribuna Montevergine; Tribuna Terminio; sector de visitantes.

## Jugadores

### Dorsales retiradas
- 10 -  Adriano Lombardi, centrocampista (1975-79) póstumo, retirado en 2007.[6][7]

## Palmarés

### Torneos interregionales
- Serie C (2): 1972-73 (Grupo C), 2024-25 (Grupo C)
- Serie C1 (2): 2002-03 (Grupo B), 2012-13 (Grupo B)
- Supercopa de Liga de Prima Divisione (1): 2012-13
- Serie D (3): 1961-62 (Grupo F), 1963-64 (Grupo E), 2018-19 (Grupo G)

## Rivalidades
Sus máximos rivales son Salernitana y Benevento. También mantiene rivalidades con otros clubes de la región de Campania como Napoli, Juve Stabia y Savoia, y de otras regiones como Catania, Fidelis Andria, Bari, Brindisi, Catanzaro, Padova, Crotone, Foggia, Hellas Verona, Pescara, Pisa, Reggina, Taranto, Ternana, Torino y Latina.